# Val (film)
Pour les articles homonymes, voir Val.
Pour plus de détails, voir Fiche technique et Distribution.
Val est un film américain réalisé par Leo Scott et Ting Poo et sorti en 2021. Il s'agit d'un documentaire sur l'acteur Val Kilmer.

## Synopsis
L'acteur américain Val Kilmer a filmé les coulisses de sa vie et de sa carrière cinématographique pendant près de 40 ans. Le film présente en parallèle sa bataille contre son cancer du larynx, évoque ses drames personnels (la mort de son frère Wesley), son mariage avec Joanne Whalley et leurs enfants Mercedes et Jack.

## Fiche technique
Sauf indication contraire, les informations mentionnées dans cette section peuvent être confirmées par la base de données cinématographiques IMDb,  présente dans la section « Liens externes ».
- Titre original : Val
- Réalisation : Leo Scott et Ting Poo
- Scénario : Val Kilmer
- Musique : Garth Stevenson
- Direction artistique : Lauren Fitzsimmons
- Photographie : Val Kilmer
- Montage : Leo Scott et Ting Poo
- Production : Ali Alborzi, Andrew Fried, Val Kilmer, Brad Koepenick, Dane Lillegard, Leo Scott, Ting Poo et Jordan Wynn

Producteurs délégués : Ben Cotner, Sarba Das, Emily Osborne,
- Sociétés de production : A24, IAC, Boardwalk Pictures et Cartel Films
- Société de distribution : Amazon Studios (États-Unis)
- Budget : n/a
- Pays de production :  États-Unis
- Langue originale : anglais
- Format : couleur
- Genre : documentaire biographique
- Durée : 108 minutes
- Dates de sortie[1] :
  - France : 7 juillet 2021 (festival de Cannes)
  - États-Unis : 23 juillet 2021 (sortie limitée en salles)
  - États-Unis : 6 août 2021 (Prime Video)
  - France : 20 janvier 2022 (vidéo à la demande)
- Classification[2] :
  - États-Unis : R

## Distribution
- Val Kilmer
- Jack Kilmer
- Mercedes Kilmer
- Joanne Whalley

### Images d'archives
- Kevin Bacon
- Fairuza Balk
- Marlon Brando
- Jim Carrey
- Cher
- Tom Cruise
- Robert De Niro
- Robert Downey Jr.
- Anthony Edwards
- Jimmy Fallon
- John Frankenheimer
- Tommy Lee Jones
- Peter Kass (en)
- Nicole Kidman
- Jay Leno
- James Lipton
- Kyle MacLachlan
- Michael Mann
- Kelly McGillis
- Jim Morrison
- Al Pacino
- Sean Penn
- Tim Robbins
- Rick Rossovich
- Kurt Russell
- Joel Schumacher
- Tony Scott
- Tom Sizemore
- Mira Sorvino
- Oliver Stone
- David Thewlis
- James Tolkan
- Barry Tubb (en)
- Oprah Winfrey

## Production
Alors qu'il travaille avec Harmony Korine sur le court métrage The Lotus Community Workshop, Leo Scott est séduit par la performance de Val Kilmer et prend contact avec lui. Il découvre près de 800 heures d'archives vidéo personnelles de Val Kilmer que ce dernier souhaite numériser. Leo Scott raconte :

« Il disait qu’il avait énormément de cassettes qu’il avait filmées tout au long de sa vie. Habituellement, les gens exagèrent toujours dans ce genre de cas, mais pas Val, il a sous-estimé la quantité qu’il avait. C’était une sorte de musée de ce qui avait pu exister au cours du demi-siècle dernier en termes de formats vidéo : film, vidéo, 3/4 pouce, beta, MiniDV, et un grand nombre de formats qui ont été abandonnés depuis. »

— Leo Scott
Amie de Leo Scott, Ting Poo lui propose en 2018 d'en faire un film,,. Ces images, tournées par l'acteur depuis des années, contiennent sa jeunesse, son parcours au lycée, ses premières auditions, sa carrière et sa famille. Ces images étaient restées dans des boites. Ce n'est que quand on a diagnostiqué un cancer à l'acteur qu'il a alors voulu raconter son histoire. Le narrateur du film est son fils Jack Kilmer, car Val Kilmer ne peut presque plus parler.
En mai 2021, il est annoncé qu'Amazon Studios a acquis les droits de distribution pour les États-Unis et l'Amérique latine.

## Sortie et accueil
Le film est présenté en avant-première mondiale le 7 juillet 2021 au festival de Cannes 2021. Il connait ensuite une sortie limitée dans quelques salles américaines le 23 juillet 2021, avant une diffusion sur Prime Video.
Val reçoit des critiques globalement très positives. Sur l’agrégateur de critiques Rotten Tomatoes, il obtient 94% d'avis favorables pour 124 critiques et une note moyenne de 7,8⁄10. Le consensus suivant résume les critiques compilées par le site : « Documentaire de réflexion absorbant qui bénéficie de l'auto-chronique de son sujet, Val offre un regard intime sur une vie et une carrière uniques ». Sur Metacritic, il obtient une note moyenne de 73⁄100 pour 29 critiques.
Sur le site AlloCiné, qui recense 11 critiques de presse, le film obtient la note moyenne de 3,6⁄5
.

## Distinctions principales
(en) Récompenses pour Val sur l’Internet Movie Database

### Récompenses
- Critics' Choice Documentary Awards 2021 : meilleur documentaire historique ou biographique, meilleure narration pour Val et Jack Kilmer, meilleur sujet vivant d'un documentaire pour Val Kilmer

### Nominations
- Festival de Cannes 2021 : Œil d'or
- Dallas-Fort Worth Film Critics Association Awards 2021 : meilleur documentaire
- Alliance of Women Film Journalists Awards 2022 : meilleur documentaire
- Eddie Awards 2022 : meilleur montage de documentaire
- Cinema Audio Society Awards 2022 : meilleur mixage son d'un documentaire
- Satellite Awards 2022 : meilleur film documentaire